# Hautajärvi
Hautajärvi est un village du sud de la Laponie en Finlande, à proximité de la frontière avec la République de Carélie et  l'Oblast de Mourmansk de Russie. En 2000, Hautajärvi comptait 270 habitants.

## Géographie
Le village se trouve dans la commune de Salla, à 40 km au sud de la ville de Salla. 
Il est situé sur le Parcours de l'ours, à l'entrée du Parc national d'Oulanka.

## Galerie

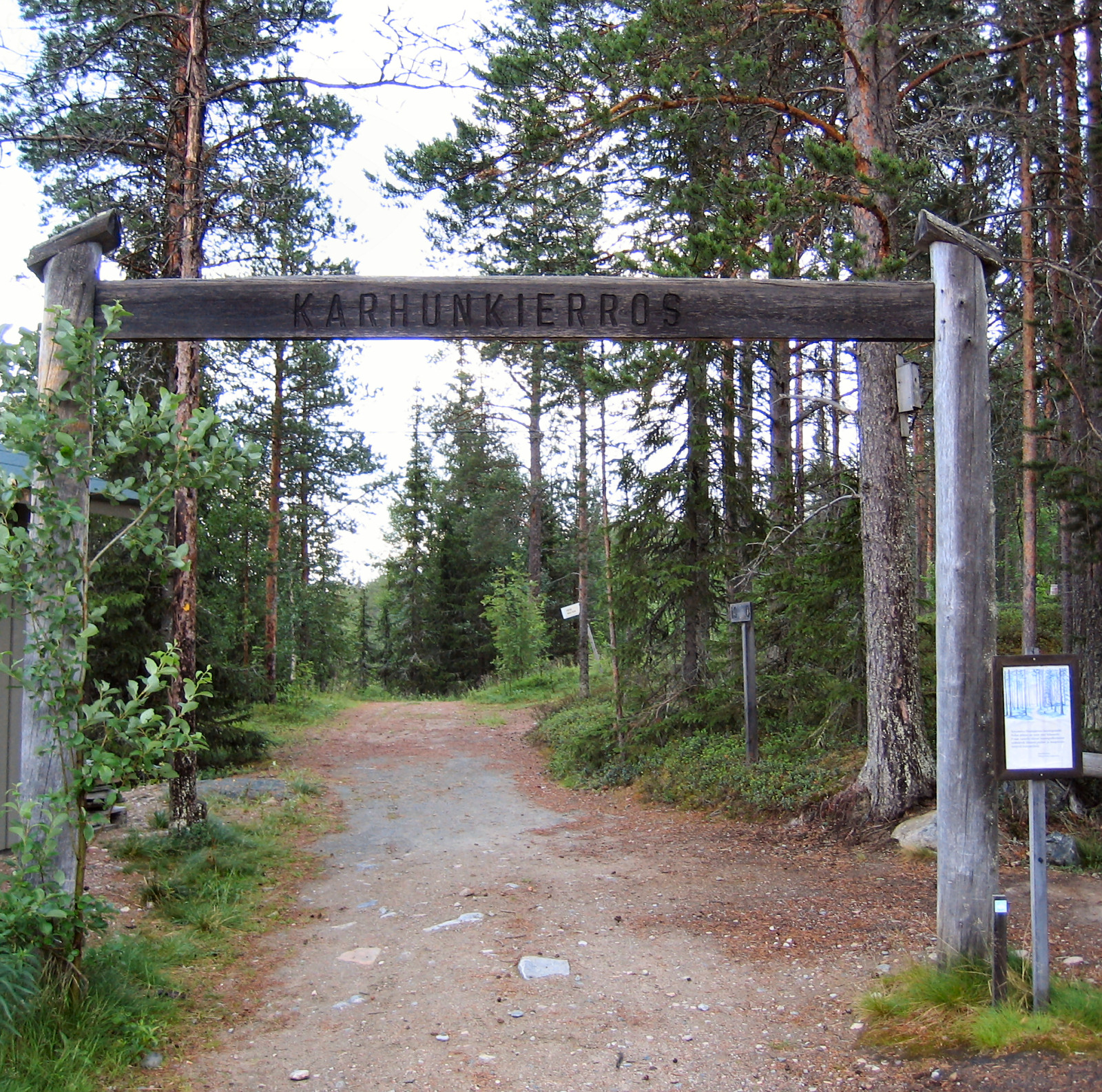
Le début du parcours de l'ours à Hautajärvi.
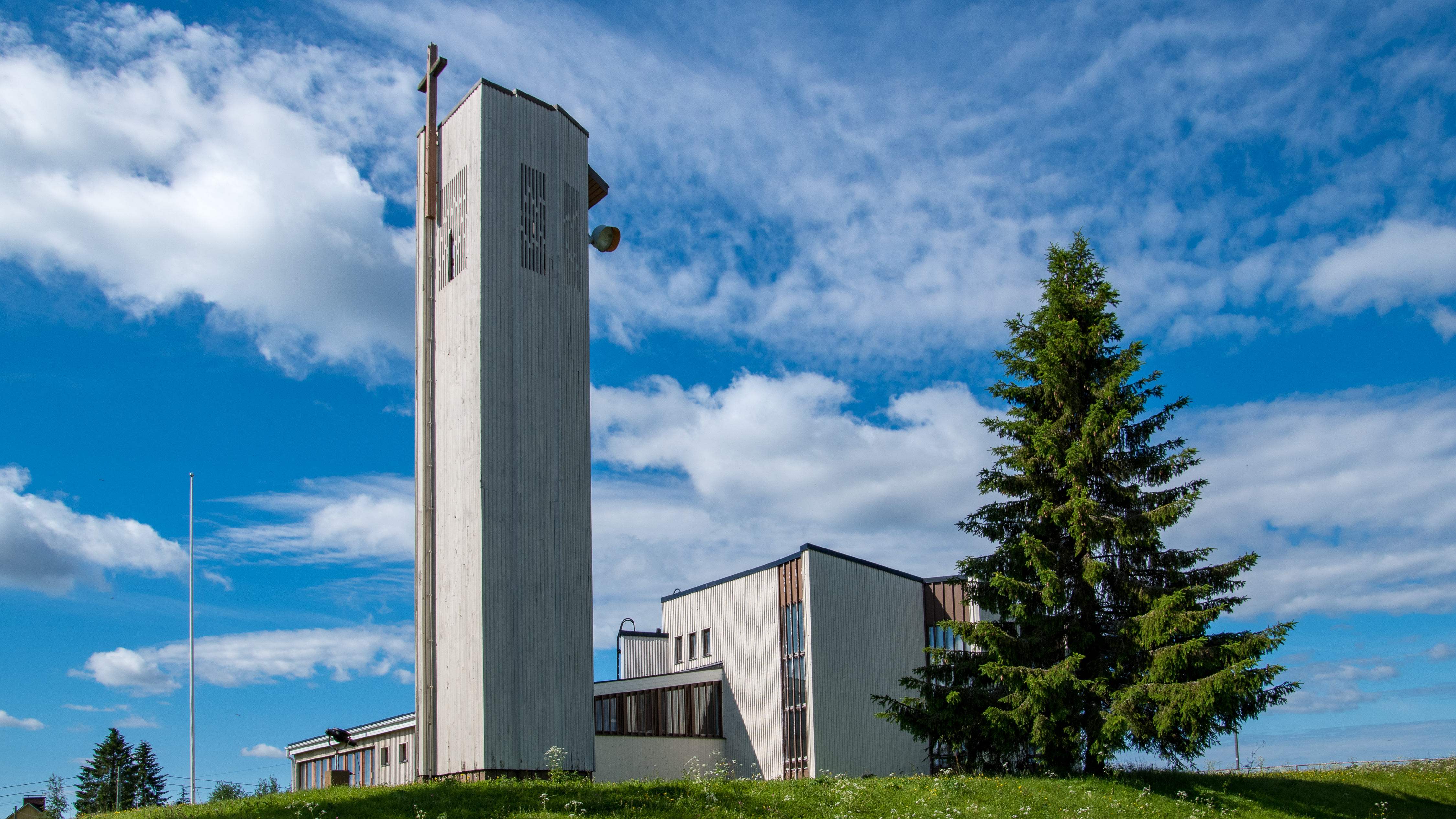
Église d'Hautajärvi